# Comuna de Daszyna
Daszyna (polaco: Gmina Daszyna) é uma gminy (comuna) na Polónia, na voivodia de Lodz e no condado de Łęczycki. A sede do condado é a cidade de Daszyna.
De acordo com os censos de 2004, a comuna tem 4202 habitantes, com uma densidade 51,9 hab/km².

## Área
Estende-se por uma área de 81,03 km², incluindo:
- área agrícola: 92%
- área florestal: 2%

## Demografia
Dados de 30 de Junho 2004:
|                      | Total   | Total | Mulheres | Mulheres | Homens  | Homens |
| -------------------- | ------- | ----- | -------- | -------- | ------- | ------ |
|                      | pessoas | %     | pessoas  | %        | pessoas | %      |
| População            | 4202    | 100   | 2122     | 50,5     | 2080    | 49,5   |
| Densidade (pop./km²) | 51,9    | 100   | 26,2     | 26,2     | 25,7    | 25,7   |

De acordo com dados de 2002, o rendimento médio per capita ascendia a 1105,18 zł.

## Subdivisões
- Daszyna, Drzykozy, Gąsiorów, Jabłonna, Jacków, Jarochów, Jarochówek, Koryta, Krężelewice, Łubno, Mazew, Mazew-Kolonia, Nowa Żelazna, Nowy Sławoszew, Osędowice, Rzędków, Siedlew, Stara Żelazna, Stary Sławoszew, Upale.

## Comunas vizinhas
- Chodów, Grabów, Krośniewice, Kutno, Łęczyca, Witonia